# Periodesturing
Periodesturing is een schakelprincipe waarmee we het vermogen over de verbruiker kunnen regelen.
Hierbij wordt bij een deel van de periode stroom doorgelaten (Ton) en bij een deel niet (Toff). Dit gebeurt door middel van een triac of door twee thyristoren antiparallel.
Ton: Deel van de periode waar er stroom vloeit
Toff: Deel van de periode waar er geen stroom vloeit
T: Totale periode
Het nieuwe gemiddeld  vermogen kunnen we voorstellen volgens deze formule:
Pgem = Ton × Pmax met Pmax = Ueff × Ieff

## Soorten periodesturing

### Logic Firing
Ook wel on-off-control genoemd. Dit is een gewone aan/uit regeling en gaat pas uit bij nuldoorgang.
De thyristor werkt als een relais of een contactor. Als het logisch signaal aan de ingang  laag is zal hij sperren. Is het logische signaal hoog dan zal hij geleiden.

Het verschil met relais of contactor is dat de wisselsnelheid bij Logic Firing veel sneller kan. 

Het schakelen gebeurt tijdens de nuldoorgang om zo de elektromagnetische radiatie  te verminderen. 

### Cycle Proportioning Firing
Hierbij kan men de spanning instellen tussen 0 V en de netspanning Unet. 

Afhankelijk van de thermische traagheid van de belasting zal er gekozen worden voor een bepaalde periode aan/uit.
| Fast cycle                                  | Slow cycle                                | single cycle |
| ------------------------------------------- | ----------------------------------------- | --- |
| (T = 400 ms aan/uit bij stuursignaal = 50%) | (T = 40 s aan/uit bij stuursignaal = 50%) | stuursignaal = 50% (1 periode aan, 1 periode uit) stuursignaal < 50% (1 periode aan, n periodes uit) n: variabele |

## Voor- en nadelen periodesturing
+ Een van de voordelen is dat er tijdens de werking minder harmonische ontstaan dan bij fasesturing. 

+ Periodesturing heeft ook een gunstigere arbeidsfactor omdat er "spanningsloos" wordt geschakeld.
- Er is een bepaalde vertraging t.o.v. fasesturing. 

- Bij lagere snelheden kan het Flikker effect optreden.

## Toepassingen van periodesturing

### AC – Spanningsregeling
De spanning kan geregeld worden door de triac een bepaalde tijd de laten geleiden en een bepaalde tijd te laten sperren. 

### Softstarter
Hoge startstromen en hoge startkoppels verhogen slijtage aan alle overbrengingen. Overbrengingen zoals tandwielen, banden, kettingen maar ook koppelingen, lagers en dergelijke hebben door de conventionele startmethoden een verkorte levensduur.
De eenvoudige oplossing voor dit problemen is het toepassen van de softstarter. De softstarter zorgt voor een geleidelijke, gecontroleerde start en stop. De softstarter zorgt ervoor dat de spanning geleidelijk opbouwt. Eerst wordt fasesturing toegepast om de spanning rustig te laten stijgen. Is de motor eenmaal op snelheid dan wordt de softstarter met een contactor overbrugd, waarna de motor zonder spanningsverlies zal draaien.

### Temperatuurregeling
Men kan de temperatuur van de oven hier op twee manieren regelen:

Bij figuur A maakt men gebruik van een spanningsregeling door middel van een variabele weerstand. 

Bij figuur B maakt men gebruik van een spanningsregeling door periodesturing met halfgeleiderschakelaar. 

Een voorbeeld van een halfgeleiderschakelaar is een SSR (Solid State Relay).

## Websites
- Soorten Periodesturing
- SSR (halfgeleiderrelais)